# 오키역
오키역(일본어: 大城駅)은 일본 후쿠오카현 구루메시에 위치한 서일본 철도 아마기 선의 역이다.

## 역사
- 1921년 12월 8일: 미쓰이 전기궤도의 역으로 영업 개시.
- 1924년 6월 30일: 회사의 합병으로 본 회사의 역이 됨.
- 1942년
  - 9월 19일: 규슈 전기궤도에 합병되어 본 회사의 역이 됨.
  - 9월 22일: 규슈 전기궤도가 서일본 철도로 회사명 변경.
- 1989년 9월: 유인화에 따른, 역사 설치.
- 2008년 5월 18일: IC카드 nimoca 공용 개시.
- 2017년 2월 1일: 역 번호 도입.

## 역 구조
단선 승강장 1면 1선의 지상역이다. 승강장에는 기둥과 문짝, 대합실이 있는 창구에서 승차권을 판매하고 있다. 역 창구 영업 시간은 오전이 6:30 ~ 11:00시까지, 오후는 16:00 ~ 22:00시까지이다.

### 승강장
| 1 | ■ 아마기 선 | 혼고・아마기 방면                 |
| 1 | ■ 아마기 선 | 미야노진・하나바타케・오무타 방면 |

## 역 주변
후쿠오카 지방 도로 740호 가미 타카하시젠도지 정차장선과 접하고 있다.
- 오키 간이 우체국
- 구루메 시립 오키 초등학교
- 오키 어린이 집
- 오키 진료소

## 인접역
| 서일본 철도 ■ 아마기 선  | 서일본 철도 ■ 아마기 선 | 서일본 철도 ■ 아마기 선  |
| ------------------------ | ----------------------- | ------------------------ |
| A08 기타노 미야노진 방면 |                         | 가네시마 A06 아마기 방면 |